# منيرة ثابت
منيرة ثابت محامية وكاتبة صحفية ومدافعة عن حقوق المرأة، كانت أول فتاة مصرية تحصل على شهادة الليسانس من مدرسة الحقوق الفرنسية، وأول مصرية صحفية نقابية وأول من كتبت وأول رئيسة تحرير لجريدة سياسية وأول صحفية عربية.

## حياتها المُبكرة
ولدت عام 1906 بالإسكندرية لأم تركية مصرية متعلمة وأب موظف في وزارة الداخلية، تعلمت مبادئ الإيطالية والإنجليزية في مدرسة إيطالية بالقاهرة، ثم حصلت على المرحلة الابتدائية من مدرسة حكومية، والشهادة الثانوية عام 1924. درست القانون بمدرسة الحقوق الفرنسية بالقاهرة،
وحصلت على ليسانس الحقوق من باريس عام 1933 لتصبح أول محامية مصرية تحصل على هذه الشهادة، ولم يسمح لها بالترافع في قضايا إلا أمام المحاكم المختلطة، ونظرًا للصعوبات التي واجهتها اتجهت إلى الصحافة.
كما ذكرت في مذكراتها، كان لأبيها وصديقه سعد زغلول دور كبير في بناء شخصيتها؛ إذ كان أبوها يروي لها تاريخ الحركة النسائية في إنجلترا، كما تأثرت بالزعيم سعد زغلول في مجال السياسة وحقوق المرأة والنهضة الاجتماعية.

## عملها
أثناء دراستها كانت تكتب المقالات في جريدتي «الصباح» و«أبو الهول» تنتقد فيهما الحكومة وتندد بالاستعمار؛ مما أثار سخط الحكومة، فاستدعى وزير المعارف مدير المدرسة الفرنسية التي كانت تدرس بها ليطلب منه منع منيرة من الكتابة في السياسة، فما كان من مدير المدرسة إلا أن رفض طلبه معللًا ذلك بأن مدرسته تمنح طلابها الحق في الكتابة في الصحف ومعارضة الحكومة مهما كانت العواقب.
في ال17 من عمرها أمر المندوب السامي البريطاني بالتحقيق معها بتهمة التنديد بالتدخل الأجنبي في شئون البلاد بالاستعمار ومهاجمتها للمندوب السامي البريطاني؛ فكانت أول فتاة مصرية تتم محاكمتها وهي دون السن القانونية، حقق معها النائب العام بنفسه في محاكمة حضرها مندوبو الصحف ووكالات الأنباء العالمية والتي قالت فيها عبارتها الشهيرة: «إنها تهمة لا أنفيها وشرف لا أدعيه». انتهت المحاكمة المنعقدة بمحكمة باب الخلق بإعفائها من المسئولية لعدم بلوغها السن القانونية.
قبل افتتاح البرلمان المصري في 15 مارس 1924 احتجت على عدم نص قانون 1923 على مشاركة المرأة في الانتخابات، وبالفعل أجيب طلبها، وأدلت النساء بأصواتهن.
بدأت تعمل بالصحافة منذ عام 1926؛ إذ قد أصدرت جريدتين، إحداهما تصدر بالفرنسية «الأمل» وهي جريدة يومية، والأخرى بنفس الاسم لكنها تحرر بالعربية وتصدر أسبوعيًّا. وكلاهما تحمل نفس الأفكار؛ إذ تندد بالاستعمار، وتنادي بحرية الوطن وحقوق المرأة، وتبنت الجريدة حق المُعلمات في العمل والاحتفاظ بوظيفتها بعد الزواج، وبالفعل نجحت الجريدة في ذلك وأقرت وزارة المعارف هذا الحق.
وخلال دراستها للقانون في فرنسا، مثلت مصر في مؤتمر بكولونيا بألمانيا عام 1928؛ لكونها أفضل صحفية في مصر حينئذٍ.
نافست منيرة كبار صحفيي عصرها كفكري أباظة والدكتور عبد القادر حمزة الذي تزوجته لتتفرغ بعدها للمنزل، ويتوقف إصدار جريدة الأمل، لكنها سرعان ما انفصلت عنه لتعاود عملها كصحفية في جريدة "الأهرام" بدعوة من رئيس تحريرها وقتئذٍ أنطون الجميل، ثم أصدرت جريدة الأمل من جديد كمجلة سياسية شهرية، ثم أوقفت رسميًّا بعد صدور قانون 1960 الذي نقل ملكية الصحف إلى الاتحاد الاشتراكي؛ لتتوقف منيرة عن العمل.
تطوعت للذود عن بلادها أثناء العدوان الثلاثي، وفي العام التالي رشحت نفسها في أول دورة برلمانية بعد ثورة 23 يوليو، وكان على وشك الفوز بالانتخابات، لكن صدر قرار بإغلاق الدوائر التي نزل بها وزراء كمرشحين، وكان الوزير فتحي رضوان مرشحًّا عن دائرتها الدائرة الثالثة بالقاهرة.
وقد ساهمت في إنشاء نقابة الصحفيين المصرية.

## أراؤها
كانت منيرة ثائرة ضد الاستعمار والتدخل الأجنبي في شئون البلاد ومؤمنة بحقوق المرأة السياسية والاجتماعية، وفي حوار لها مع جريدة الهلال أشادت بالحركة النسائية المصرية، وذكرت أن الإعلام وقتئذٍ لم يلق الضوء عليها بالشكل الكافي. كانت تدافع عن حقوق المرأة السياسية وتؤمن بضرورة خوضها مضمار السياسة، لكنها ارتأت أن يتم ذلك تدريجيًّا، وأن يتم الدفاع أولًا عن حق المرأة في الإدلاء بصوتها وعملها في الوظائف الأميرية والحرة، لتتمكن فيما بعد من تقلد المناصب في المجالس والهيئات النيابية.
آمنت كذلك بأهمية السُّفور، وكونه من أهم ركائز النهضة النسائية، وأنه «عنوان للشجاعة الأدبية والنزاهة والصراحة»، لكنها آمنت بحق المرأة في ارتداء الحجاب أو خلعه بناءً على رغبتها.
نادت أيضًا بالحرية التامة للمرأة في الزواج والطلاق، وأن تتزوج المرأة برضاها دون أي وصاية، وأن توقع العقد باسمها هي، وأن يكون للرجل والمرأة كذلك الحق في طلب الطلاق، وعلى الطرف الطالب للطلاق ذكر أسبابه، وإذا تم الطلاق بناءً على رغبة الزوج، يقوم بدفع نفقة للمرأة، أما إن تم بناء على رغبة المرأة فعليها أن تتنازل عن جميع حقوقها المالية. وكتبت تذكر النساء بمجدهن قبل التغريب وكيف كنَّ يحكمن البلاد ويسيِّرن دفَّتَها.
وقد حاولت الانضمام للاتحاد النسائي المصري منذ عام 1923 لكن قوبل طلبها بالرفض؛ لانتمائها إلى الطبقة المتوسطة العاملة. إلى أن دعاها الاتحاد عام 1933 مع أخريات لتكريمهن، ووضعت بعض أهدافها في جدول أعمال الاتحاد. كما دعتها هدى شعراوي رئيسة الاتحاد عام 1939 هي والصحفية البارزة سيزا نبراوي لحضور مؤتمر التحالف الدولي للمرأة في كوبنهاغن.
كانت مؤيدة لحزب الوفد، وقبيل انتخابات مجلس النواب في مارس 1925 راحت تحث الشعب على انتخاب أعضاء الحزب، كتبت في مجلة الأمل تحت عُنوان «همسة النساء في آذان المندوبين الناخبين» قائلةً:
| منيرة ثابت | يا شعب مصر لقد أزفت الساعة فلا يسعنا نحن نساء النيل اللاتى حُرمنا من مباشرة حق الانتخاب إلا أن نتقدم إليكم أيها المندوبون برجاء النيابة عنا في مباشرة حق الانتخاب، وإنا لنستصرخكم بحق مصر المحبوبة أن تكونوا أمناء لنا نحن النساء المحرومات من التعبير عن رأينا هذا في انتخاب نواب الأمة، وهنيئًا لمصر بكم أبناء بررة لا تثنون في قول الحق وفى الدفاع عن الوطن. لقد سلطت وزارة صدقى عليكم أقصى ما يمكن أن يتصوره العقل البشرى من ضروب الاعتداء على حقوق الانسان حتى أنها بدلت في الكشوف ما شاء لها الهوى أن تبدل، وحاولت أن تعين المندوبين تعيينا فوضعت في كل كشف واحد من عمالها وتأمر كل تجمع انتخابي أن ينتخبوا عميلها وإلا أعملت فيهم تعذيبًا وانتقامًا. إن مستقبل مصر بين أيديكم وغدًا تتقدمون يا أبناء الفراعنة إلى صناديق الانتخاب لتختاروا من ينوب عنكم كونوا على حذر واعتصموا بالشجاعة التى أنتم جديرون وبالقسم بالثبات على المبدأ الذى انتم في سبيله متفنون، تقدموا إلى صناديق الانتخاب بإرادة قوية لا تعرف أشد الإرهاب. وإنَّا لنستصرخكم بحق مصر أن تكونوا أمناء لنا في اختيار نواب الأمة، ولينصركم الله فإنه ناصر الحق وخدامه الأمناء. | منيرة ثابت |

انتقدت منيرة المعاهدة البريطانية المصرية لعام 1936، وعام 1946 كانت الصحفية الوحيدة التي عارضت المفاوضات التي جرت بين إسماعيل صدقي ووزير الخارجية البريطاني بفين.
أيدت ثورة 23 يوليو 1952، وكتبت عنها في مجلتها «الأمل».

## مرضها ووفاتها
أصيبت منيرة ثابت بمرض في عينيها؛ فقدت بصرها على إثره، لكنها سافرت لإجراء جراحة في إسبانيا عام 1964 على نفقة الدولة، ليعود إليها بصرها من جديد. وتوفيت في سبتمبر عام 1967.

## مؤلفات
- «قضية فلسطين: رأي المرأة المصرية في الكتاب الأبيض الإنجليزي»: استلهمت فكرته من حضورها مؤتمرات في أوروبا؛ إذ تم تحذيرها من حمل أي أجندة ثورية أو المطالبة بالحقوق السياسية.[17] كتبته كرد على الكتاب الأبيض البريطاني، وللتنديد بالاستعمار الغربي بشكل مباشر[18] (نشرته رابطة التضامن الأدبي 1939).
- «ثورة في البرج العاجي: مذكراتي في عشرين عاماً عن حقوق المرأة السياسية»: كتاب يضم مذكراتها في عشرين عامًا مع التركيز على التعليق على الأحداث السياسية التي عاصرتها؛ لدحض الادعاء بأن النساء غير قادرات على التحليل الجاد وأنهن مشغولات بتوافه الأمور (نشرته دار المعارف 1946).[19]

## روابط خارجية
- صفحة كتاب «ثورة في البرج العاجي: مذكراتي في عشرين عاماً عن حقوق المرأة السياسية» على موقع Goodreads